# Grosser Preis des Kantons Aargau 1978
Il Grosser Preis des Kantons Aargau 1978, quindicesima edizione della corsa, si svolse il 1º agosto su un percorso di 220 km, con partenza e arrivo a Gippingen. Fu vinto dall'italiano Simone Fraccaro della Sanson-Columbus davanti al belga Paul Wellens e all'altro italiano Francesco Moser.

## Ordine d'arrivo (Top 10)
| Pos. | Corridore          | Squadra              | Tempo    |
| ---- | ------------------ | -------------------- | -------- |
| 1    | Simone Fraccaro    | Sanson-Columbus      | 5h08'28" |
| 2    | Paul Wellens       | Ti-Raleigh-Mc Gregor | s.t.     |
| 3    | Francesco Moser    | Sanson-Columbus      | a 17"    |
| 4    | Gabriele Landoni   | Gis Gelati           | s.t.     |
| 5    | Freddy Maertens    | Flandria-Velda-Lano  | s.t.     |
| 6    | Piet van Katwijk   | Ti-Raleigh-Mc Gregor | s.t.     |
| 7    | Pierino Gavazzi    | Zonca                | s.t.     |
| 8    | Benny Schepmans    | Safir-Beyers-Ludo    | s.t.     |
| 9    | Willem Peeters     | Ijsboerke-Gios       | s.t.     |
| 10   | Klaus-Peter Thaler | Ti-Raleigh-Mc Gregor | s.t.     |